# Skæve dage i Thy
Skæve dage i Thy er en dokumentarfilm fra 1971 instrueret af Kjeld Ammundsen, Gregers Nielsen, Ebbe Preisler, Finn Broby, Dino Raymond Hansen, Teit Jørgensen.

## Handling
På en pløjemark ved Frøstrup i Hanherred iværksatte foreningen Det Ny Samfund i 1970 en sommerlejr, som i løbet af to-tre måneder fik besøg af omkring 7.000 mennesker. Målet var at udforske alternative samværsformer for derigennem at finde frem til nye samfundsmodeller. I kølvandet på Thylejren fulgte 70'ernes eksplosion af livsstilseksperimenter: Christiania, Projekt Hus og kollektiver spredt ud over landet. Helt i projektets ånd er filmen optaget som en kollektiv improvisation. På lydsiden kommenterer Leif Varmark fra Det ny Samfund perspektiverne i de erfaringer, der blev høstet den sommer i Thy.